# Capitalismo della sorveglianza
Il capitalismo della sorveglianza è un concetto di economia politica che denota l'ampia raccolta e mercificazione dei dati personali da parte delle aziende. Questo fenomeno è diverso dalla sorveglianza governativa, sebbene i due possano rafforzarsi a vicenda. Il capitalismo della sorveglianza, come descritto da Shoshana Zuboff, è a scopo di lucro ed è nato quando le aziende pubblicitarie, guidate da AdWords di Google, hanno intravisto la possibilità di utilizzare i dati personali al fine di targettizzare i consumatori.
Una grande raccolta dei dati può avere vari benefici per gli individui e per la società, come l'auto-ottimizzazione (il quantified self), ottimizzazioni per la società (come città intelligenti) e i servizi (come applicazioni web). Tuttavia, dato che il capitalismo si concentra sull'espandere la percentuale di vita sociale aperta alla raccolta e al trattamento dei dati, può comportare importanti implicazioni per la vulnerabilità e il controllo della società, nonché per la privacy.
Le pressioni economiche del capitalismo stanno spingendo all'ulteriore espansione del monitoraggio online con l'obiettivo di realizzare profitto e/o a regolare i comportamenti. Pertanto i dati personali sono aumentati di valore dopo che sono diventate note le possibilità che la pubblicità mirata offre. Di conseguenza, la crescita dei prezzi ha limitato l’accesso all’acquisto di dati personali solo ai più ricchi della società.

## Contesto
Shoshana Zuboff scrive che "l'analisi di enormi moli di dati è iniziata come un modo per ridurre l'incertezza attraverso la ricerca delle probabilità di pattern futuri nel comportamento delle persone e dei sistemi". Nel 2014 Vincent Mosco ha definito capitalismo della sorveglianza come la commercializzazione dei dati dei clienti e degli abbonati agli inserzionisti e sottolineato come lo stato di sorveglianza sia al suo fianco. Christian Fuchs ha constatato che lo stato di sorveglianza si fonde con il capitalismo della sorveglianza. Allo stesso modo, Zuboff afferma che la questione è resa ancora più complessa dagli accordi di collaborazione nascosti con gli apparati di sicurezza dello Stato. Secondo Trebor Scholz, le aziende reclutano persone come informatori per questo tipo di capitalismo. Zuboff contrappone la produzione di massa del capitalismo industriale al capitalismo della sorveglianza, dove il primo era interdipendente con le sue popolazioni, i quali erano i suoi consumatori e dipendenti, e il secondo predava le popolazioni dipendenti, che non sono né i suoi consumatori né i suoi dipendenti e in gran parte sono non consapevoli delle sue procedure. La loro ricerca mostra che l’aggiunta capitalista all’analisi di enormi quantità di dati ha portato il suo scopo originario in una direzione inaspettata. La sorveglianza ha cambiato le strutture di potere nell’economia dell’informazione, spostando ulteriormente l’equilibrio di influenze dagli stati-nazione alle grandi aziende.
Zuboff osserva che il capitalismo della sorveglianza si estende oltre il campo istituzionale convenzionale dell’impresa privata, accumulando non solo risorse e capitale di sorveglianza, ma anche diritti, e operando senza significativi meccanismi di consenso. In altre parole, l’analisi di enormi quantità di dati a un certo punto non è stata eseguita solo dagli apparati statali ma anche dalle aziende. Zuboff sostiene che sia Google che Facebook hanno coniato il capitalismo della sorveglianza e lo hanno tradotto in “una nuova logica di accumulazione”. Questa mutazione ha portato entrambe le società a raccogliere un enorme mole di dati sui propri utenti, con lo scopo principale di realizzare un profitto. Vendendo questi dati a utenti esterni (in particolare agli inserzionisti), è diventato un meccanismo economico. La combinazione dell’analisi dei dati e l’uso di questi come meccanismo di mercato ha plasmato il concetto di capitalismo della sorveglianza. Il capitalismo della sorveglianza è stato annunciato come il successore del neoliberismo.
Oliver Stone, creatore del film Snowden, ha indicato il gioco, basato sulla posizione, Pokémon Go come "l'ultimo segno dell'emergente fenomeno e dimostrazione del capitalismo della sorveglianza". Stone ha criticato il fatto che la posizione dei suoi utenti venga utilizzata non solo per l'esperienza ludica, bensì anche per recuperare maggiori informazioni sui giocatori. Tracciando le posizioni degli utenti, il gioco ha raccolto molte più informazioni oltre ai semplici nomi e posizioni degli utenti: "può accedere ai contenuti della memoria USB, ai tuoi account, fotografie, alle connessioni di rete e alle attività del telefono e può persino attivare il tuo telefono, quando è in modalità standby". Questi dati possono dopo essere analizzati e mercificati da aziende come Google (che ha notevolmente investito nello sviluppo del gioco) per migliorare l'efficacia della pubblicità mirata.
Altro aspetto del capitalismo della sorveglianza è la sua influenza sulle campagne politiche. I dati personali recuperati dai data miner possono consentire a varie aziende (la più nota Cambridge Analytica) di migliorare la targetizzazione della pubblicità elettorale, un passo oltre gli obiettivi commerciali delle precedenti operazioni del capitalismo della sorveglianza. In questo modo, è possibile che i partiti politici siano in grado di produrre pubblicità politica molto più mirata in modo tale da massimizzare il proprio impatto sugli elettori. Tuttavia, Cory Doctorow scrive che l'uso improprio di questi dati "ci porterà verso il totalitarismo". Questa potrebbe assomigliare a una corporatocrazia, e Joseph Turow scrive che "la centralità del potere aziendale è una realtà diretta nel cuore dell'era digitale".

## Teoria

### Shoshana Zuboff
Il termine “capitalismo della sorveglianza” è stata reso popolare dalla professoressa di Harvard Shoshana Zuboff. Nella sua teoria, il capitalismo della sorveglianza è una nuova forma di mercato e una logica specifica dell'accumulazione capitalistica. Nel suo saggio, A Digital Dichiarazione: Big Data as Surveillance Capitalism, del 2014 lo ha caratterizzato come una "variante radicalmente disancorata ed estrattiva del capitalismo dell'informazione" basata sulla mercificazione della "realtà" e sulla sua trasformazione in dati comportamentali per l'analisi e le vendite.
In un successivo articolo del 2015, Zuboff ha analizzato le implicazioni sulla società di questa mutazione del capitalismo. Ha distinto tra "risorse della sorveglianza", "capitale della sorveglianza" e "capitalismo della sorveglianza" e la loro dipendenza da un'architettura globale di mediazione informatica che lei chiama "Big Other", una nuova distribuita e in gran parte incontrastata espressione che costituisce meccanismi nascosti di estrazione, mercificazione e controllo che minacciano dei valori fondamentali come la libertà, la democrazia e la privacy.
Secondo Zuboff, il capitalismo della sorveglianza è stato introdotto da Google e successivamente da Facebook, proprio come il capitalismo manageriale e la produzione di massa sono stati introdotti da Ford e General Motors un secolo prima, ed è ora diventato la forma dominante di capitalismo dell’informazione. Zuboff sottolinea che i cambiamenti comportamentali consentiti dall’intelligenza artificiale si sono allineati con gli obiettivi finanziari delle società Internet americane come Google, Facebook e Amazon.
Nella sua conferenza all'Università di Oxford pubblicata nel 2016, Zuboff ha identificato i meccanismi e le pratiche del capitalismo della sorveglianza, tra cui la produzione dei “prodotti di previsione” da vendere nei nuovi “mercati comportamentali a termine”. Ha introdotto il concetto di "espropriazione mediante sorveglianza", sostenendo che esso mina le basi psicologiche e politiche dell'autodeterminazione concentrando i diritti nel regime di sorveglianza. Questo è descritto come un “colpo di stato dall’alto”.

#### Caratteristiche principali
Il libro di Zuboff Il capitalismo della sorveglianza è un'analisi dettagliata del potere senza precedenti del capitalismo della sorveglianza e della ricerca da parte delle grandi aziende di prevedere e controllare il comportamento umano. Zuboff identifica quattro caratteristiche chiave nella logica del capitalismo della sorveglianza e segue esplicitamente le rispettive quattro caratteristiche chiave identificate dal capo economista di Google, Hal Varian:
1. La spinta verso una sempre maggiore estrazione e analisi dei dati.
2. Lo sviluppo di nuove forme contrattuali utilizzando il monitoraggio informatico e l'automazione.
3. Il desiderio di personalizzare e adattare i servizi offerti agli utenti delle piattaforme digitali.
4. L'utilizzo dell'infrastruttura tecnologica per effettuare continue sperimentazioni sui propri utenti e consumatori.

#### Analisi
Zuboff paragona la richiesta di privacy da parte dei capitalisti della sorveglianza o le pressioni per la fine della sorveglianza commerciale su Internet al chiedere Henry Ford di realizzare a mano ogni Modello T e afferma che tali richieste sono minacce esistenziali che violano i meccanismi di base della sopravvivenza del capitalismo stesso.
Zuboff avverte che i principi di autodeterminazione potrebbero essere persi a causa di "ignoranza, impotenza appresa, disattenzione, disagio, assuefazione o deriva" e afferma che "tendiamo a fare affidamento su modelli mentali, vocabolari e strumenti distillati da catastrofi passate", riferendosi agli incubi totalitari del ventesimo secolo o alle predazioni monopolistiche del capitalismo dell'Età dell'oro, in cui le contromisure sviluppate per combattere quelle minacce del passato non sono sufficienti o addirittura appropriate per affrontare le nuove sfide.
Pone anche la domanda: "saremo i padroni dell'informazione o ne saremo schiavi?" e afferma che "se il futuro digitale deve essere la nostra casa, allora siamo noi che dobbiamo renderlo tale".
Nel suo libro, Zuboff discute le differenze tra capitalismo industriale e capitalismo della sorveglianza. Inoltre denota un parallelismo, come il capitalismo industriale sfrutta la natura, il capitalismo della sorveglianza sfrutta la natura umana.

### John Bellamy Foster e Robert W. McChesney
Il termine "capitalismo della sorveglianza" è stato utilizzato anche dagli economisti politici John Bellamy Foster e Robert W. McChesney, anche se con un significato diverso. In un articolo pubblicato su Monthly Review nel 2014, lo applicano per descrivere la manifestazione "dell'insaziabile bisogno di dati" della finanziarizzazione, la quale spiegano è "la speculazione sulla crescita a lungo termine delle attività finanziarie rispetto al PIL" introdotta negli Stati Uniti dall'industria e dal governo negli anni '80 che si sono evoluti dal complesso militare-industriale e dall'industria pubblicitaria.
Numerose organizzazioni hanno lottato per la libertà di parola e il diritto alla privacy nel nuovo capitalismo della sorveglianza e vari governi nazionali hanno promulgato leggi sulla privacy . È anche concepibile che le nuove capacità e gli usi della sorveglianza di massa richiedano cambiamenti strutturali verso un nuovo sistema per prevenirne l’uso improprio. L’attenzione del governo verso i pericoli del capitalismo di sorveglianza è aumentata soprattutto dopo la denuncia dello scandalo sui dati Facebook-Cambridge Analytica avvenuto all’inizio del 2018. In risposta all’abuso della sorveglianza di massa, diversi stati hanno adottato misure preventive. L’Unione Europea, ad esempio, ha reagito a questi eventi e ha limitato le proprie norme e regolamenti sull’uso improprio dei big data. Il capitalismo di sorveglianza è diventato molto più difficile con queste regole, note come Regolamento generale sulla protezione dei dati. Tuttavia, l’attuazione di misure preventive contro l’abuso della sorveglianza di massa è difficile per molti paesi poiché richiede un cambiamento strutturale del sistema.
La conferenza di Bruce Sterling del 2014 allo Strelka Institute, "L'epica lotta dell'internet delle cose", ha spiegato come i prodotti di consumo potrebbero tracciare la vita quotidiana delle persone. Nel suo discorso, Sterling evidenzia le alleanze tra le multinazionali che sviluppano sistemi di sorveglianza basati sull'Internet delle cose, le quali alimentano il capitalismo della sorveglianza.
Nel 2015, l'opera d'arte satirica Unfit Bits di Tega Brain e Surya Mattu incoraggia gli utenti a sovvertire i dati del fitness raccolti da Fitbits. Hanno suggerito diversi modi per falsificare i dati una volta collegato il dispositivo, ad esempio a un metronomo o a una ruota di una bicicletta. Nel 2018, Brain ha creato un progetto con Sam Lavigne chiamato New Organs il quale raccoglie storie sulle persone che vengono monitorate online e offline.
Il film documentario del 2019 The Great Hack racconta la storia di come una società, chiamata Cambridge Analytica, abbia utilizzato Facebook per manipolare le elezioni presidenziali americane del 2016. La massiccia profilazione degli utenti e i feed di notizie ordinati da algoritmi ignoti sono stati presentati come la fonte principale del problema, menzionato anche nel libro di Zuboff. L’utilizzo dei dati personali per sottoporre gli individui ad una categorizzazione e potenzialmente influenzare l'orientamento politico, evidenzia come gli individui possano non avere voce in capitolo sull’uso improprio dei loro dati. Ciò evidenzia il ruolo cruciale che il capitalismo di sorveglianza può avere sull’ingiustizia sociale poiché può influenzare tutti gli aspetti della vita quotidiana e non solo.